# Teremin
Teremin (tudi  termenvoks ali etervoks) je eno najzgodnejših elektronskih glasbil in verjetno edino, na katero se igra brez dotikov. Ime je dobil po ruskem fiziku Levu Sergejeviču Termenu, na zahodu znanem kot Leon Theremin, ki ga je izumil leta 1928.  

## Opis
Glasbilo sestavljajo dve kovinski anteni in dva krmilna oscilatorja za uravnavanje frekvence in glasnosti. Električni signali iz njih se ojačajo in pošljejo v zvočnik. 

## Uporaba v glasbi
Eden prvih, ki so uporabili teremin v orkestralnih delih, je bil ruski skladatelj Dmitrij Šostakovič – tudi v glasbi za film Leonida Trauberga in Grigorija Kozinceva Odna (rusko: Одна) leta 1931.
Značilni zvok instrumenta so uporabili v filmih (npr. First Man, The Lost Weekend) in v britanski televizijski nanizanki Midsomer Murders, glasbilo se uporablja pri koncertni glasbi in tudi v priljubljenih glasbenih zvrsteh, kot je rock.